# Taça de Portugal 2012/13
De Beker van Portugal 2012/13 (Portugees: Taça de Portugal 2012/13) was het 73ste seizoen van de strijd om de Portugese voetbalbeker. Het toernooi begon op 26 augustus 2012 met de wedstrijden in de 1e ronde en eindigde op 26 mei 2013 met de finale in het Estádio Nacional in Oeiras. De titelhouder was Académica de Coimbra door vorig seizoen Sporting Clube de Portugal met 1-0 te verslaan , maar zij werden in de kwartfinales uitgeschakeld door Benfica. De winnaar plaatst zich voor de groepsfase van de UEFA Europa League 2013/14.

## Programma
Alle lotingen vond plaats in het hoofdkwartier van de Portugese voetbalbond in Lissabon.
| Ronde        | Loting            | Speeldata                                                   | Wedstrijden | Teams     | Prijzengeld                            |
| ------------ | ----------------- | ----------------------------------------------------------- | ----------- | --------- | -------------------------------------- |
| 1e ronde     | 2 augustus 2012   | 26 augustus 2012                                            | 50          | 162 → 112 | €2.000                                 |
| 2e ronde     | 31 augustus 2012  | 16 september 2012                                           | 48          | 112 → 64  | €3.000                                 |
| 3e ronde     | 25 september 2012 | 21 oktober 2012                                             | 32          | 64 → 32   | €4.000                                 |
| 4e ronde     | 29 oktober 2012   | 18 november 2012                                            | 16          | 32 → 16   | €5.000                                 |
| 5e ronde     | 20 november 2012  | 2 december 2012                                             | 8           | 16 → 8    | €7.500                                 |
| Kwartfinale  | 18 december 2012  | 16–17 januari 2013                                          | 4           | 8 → 4     | €10.000                                |
| Halve finale | 18 december 2012  | 30 januari 2013 (1e wedstrijd) 17 april 2013 (2e wedstrijd) | 4           | 4 → 2     | €15.000                                |
| Finale       | 18 december 2012  | 26 mei 2013                                                 | 1           | 2 → 1     | €150.000 (runner-up) €300,000 (winner) |

## Vijfde ronde
De loting voor de vijfde ronde vond plaats op 20 november 2012 ,en de wedstrijden werden gespeeld tussen 30 november en 2 december 2012. De wedstrijd tussen Benfica (PL) en Desportivo das Aves (SL) moest worden gespeeld op 1 december 2012 maar werd uitgesteld naar 2 januari 2013.
|                        |                            |          |             |                                                                                            |
| 30 november 2012 20:15 | Braga (PL)                 | 2–1      | Porto (PL)  | Estádio Municipal de Braga, Braga Toeschouwers: 9,070 Scheidsrechter: Olegário Benquerença |
| 30 november 2012 20:15 | Danilo 75' (e.d.) Éder 80' | (Report) | Mangala 13' | Estádio Municipal de Braga, Braga Toeschouwers: 9,070 Scheidsrechter: Olegário Benquerença |

|                       |                                                    |          |                 |                                                                                  |
| 1 december 2012 17:00 | Académica (PL)                                     | 3–0      | Tourizense (II) | Estádio Cidade de Coimbra, Coimbra Toeschouwers: 1,239 Scheidsrechter: Rui Costa |
| 1 december 2012 17:00 | Edinho 37' Wilson Eduardo 80' (pen.) Nivaldo 90+4' | (Report) |                 | Estádio Cidade de Coimbra, Coimbra Toeschouwers: 1,239 Scheidsrechter: Rui Costa |

|                       |                        |          |                |                                                                                   |
| 2 december 2012 14:00 | Arouca (SL)            | 2–1      | Beira-Mar (PL) | Estádio Municipal de Arouca, Arouca Toeschouwers: 1,300 Scheidsrechter: Rui Silva |
| 2 december 2012 14:00 | Bijou 10' Clemente 21' | (Report) | Serginho 22'   | Estádio Municipal de Arouca, Arouca Toeschouwers: 1,300 Scheidsrechter: Rui Silva |

|                       |                     |          |                                                                  |                                                                                            |
| 2 december 2012 14:00 | Lourinhanense (III) | 0–6      | Paços de Ferreira (PL)                                           | Estádio Municipal da Lourinhã, Lourinhã Toeschouwers: 3,000 Scheidsrechter: Jorge Ferreira |
| 2 december 2012 14:00 |                     | (Report) | Vítor 8' (pen.), 25' Josué 24' Alvarez 53' Cícero 58' Angulo 65' | Estádio Municipal da Lourinhã, Lourinhã Toeschouwers: 3,000 Scheidsrechter: Jorge Ferreira |

|                       |                                              |          |                       |                                                                          |
| 2 december 2012 15:00 | Belenenses (SL)                              | 4–0      | Fabril Barreiro (III) | Estádio do Restelo, Lisbon Toeschouwers: 800 Scheidsrechter: Hugo Miguel |
| 2 december 2012 15:00 | Rambé 50', 73' Paulo Roberto 77' Arsénio 83' | (Report) |                       | Estádio do Restelo, Lisbon Toeschouwers: 800 Scheidsrechter: Hugo Miguel |

|                       |                  |          |                  |                                                                                        |
| 2 december 2012 15:00 | Gil Vicente (PL) | 1–0      | Oliveirense (SL) | Estádio Cidade de Barcelos, Barcelos Toeschouwers: 1,000 Scheidsrechter: Pedro Proença |
| 2 december 2012 15:00 | Yero 30'         | (Report) |                  | Estádio Cidade de Barcelos, Barcelos Toeschouwers: 1,000 Scheidsrechter: Pedro Proença |

|                       |                                                                               |          |                                                              |                                                                                          |
| 2 december 2012 19:15 | Marítimo (PL)                                                                 | 1–1      | Vitória de Guimarães (PL)                                    | Estádio dos Barreiros, Funchal, Madeira Toeschouwers: 2,500 Scheidsrechter: Bruno Paixão |
| 2 december 2012 19:15 | Fidélis 9'                                                                    | (Report) | Ricardo 64'                                                  | Estádio dos Barreiros, Funchal, Madeira Toeschouwers: 2,500 Scheidsrechter: Bruno Paixão |
| 2 december 2012 19:15 | Strafschoppen                                                                 |          |                                                              | Estádio dos Barreiros, Funchal, Madeira Toeschouwers: 2,500 Scheidsrechter: Bruno Paixão |
| 2 december 2012 19:15 | Márcio Rosário David Simão Rodrigo Antônio Fidélis Miranda Adilson João Diogo | 4–5      | João Ribeiro Toscano Olímpio André Lalkovič David Addy Baldé | Estádio dos Barreiros, Funchal, Madeira Toeschouwers: 2,500 Scheidsrechter: Bruno Paixão |

|                      |                                                       |          |                          |                                                                         |
| 2 januari 2013 20:15 | Benfica (PL)                                          | 6–0      | Desportivo das Aves (SL) | Estádio da Luz, Lisbon Toeschouwers: 15,713 Scheidsrechter: Hugo Miguel |
| 2 januari 2013 20:15 | Rodrigo 5', 57' Cardozo 18', 22', 32' Lima 73' (pen.) | (Report) |                          | Estádio da Luz, Lisbon Toeschouwers: 15,713 Scheidsrechter: Hugo Miguel |

## Kwartfinale
De loting voor de kwartfinales vond plaats op 18 december 2012 en de wedstrijden werden gespeeld op 16 en 17 januari 2013.
|                       |                               |          |                  |                                                                                         |
| 16 januari 2013 18:45 | Paços de Ferreira (PL)        | 2–1      | Gil Vicente (PL) | Estádio da Mata Real, Paços de Ferreira Toeschouwers: 500 Scheidsrechter: Carlos Xistra |
| 16 januari 2013 18:45 | Yero 18' (e.d.) Caetano 90+3' | (Report) | João Vilela 72'  | Estádio da Mata Real, Paços de Ferreira Toeschouwers: 500 Scheidsrechter: Carlos Xistra |

|                       |                           |          |            |                                                                                        |
| 16 januari 2013 20:45 | Vitória de Guimarães (PL) | 2–1      | Braga (PL) | Estádio D. Afonso Henriques, Guimarães Toeschouwers: 7,870 Scheidsrechter: João Capela |
| 16 januari 2013 20:45 | Barrientos 1', 93'        | (Report) | Éder 85'   | Estádio D. Afonso Henriques, Guimarães Toeschouwers: 7,870 Scheidsrechter: João Capela |

|                       |                |          |                                                    |                                                                       |
| 17 januari 2013 18:45 | Arouca (SL)    | 1–4      | Belenenses (SL)                                    | Estádio Municipal de Arouca, Arouca Scheidsrechter: Artur Soares Dias |
| 17 januari 2013 18:45 | André Claro 7' | (Report) | Tiago Silva 56' Diakité 65' Kay 77' Ferreira 90+1' | Estádio Municipal de Arouca, Arouca Scheidsrechter: Artur Soares Dias |

|                       |                |          |                                 |                                                                |
| 17 januari 2013 20:45 | Académica (PL) | 0–4      | Benfica (PL)                    | Estádio Cidade de Coimbra, Coimbra Scheidsrechter: Jorge Sousa |
| 17 januari 2013 20:45 |                | (Report) | John 5' Lima 9', 27' Salvio 71' | Estádio Cidade de Coimbra, Coimbra Scheidsrechter: Jorge Sousa |

## Halve finale

### 1e wedstrijd
|                       |                   |           |                   |                                                                                           |
| 30 januari 2013 20:00 | Paços de Ferreira | 0 – 2     | Benfica           | Estádio da Mata Real, Paços de Ferreira Toeschouwers: 4,500 Scheidsrechter: Cosme Machado |
| 30 januari 2013 20:00 |                   | (Verslag) | 58' Lima 75' John | Estádio da Mata Real, Paços de Ferreira Toeschouwers: 4,500 Scheidsrechter: Cosme Machado |

|                     |            |           |                      |                                                                                |
| 27 maart 2013 20:00 | Belenenses | 0 – 2     | Vitória de Guimarães | Estádio do Restelo, Lissabon Toeschouwers: 27.909 Scheidsrechter: Hugo Pacheco |
| 27 maart 2013 20:00 |            | (Verslag) | 29', 76' Ricardo     | Estádio do Restelo, Lissabon Toeschouwers: 27.909 Scheidsrechter: Hugo Pacheco |

### 2e wedstrijd
|               |                      |       |            |                                                                      |
| 17 april 2013 | Vitória de Guimarães | 1 – 0 | Belenenses | Estádio D. Afonso Henriques, Guimarães Scheidsrechter: Carlos Xistra |
| 17 april 2013 | Matias 14'           |       |            | Estádio D. Afonso Henriques, Guimarães Scheidsrechter: Carlos Xistra |

|               |             |       |                   |                                                                             |
| 15 april 2013 | Benfica     | 1 – 1 | Paços de Ferreira | Estádio da Luz, Lissabon Toeschouwers: 17.118 Scheidsrechter: Bruno Esteves |
| 15 april 2013 | Cardozo 53' |       | 79' Cícero        | Estádio da Luz, Lissabon Toeschouwers: 17.118 Scheidsrechter: Bruno Esteves |

## Finale
|                   |            |       |                                 |                                                                           |
| 26 mei 2013 17:00 | Benfica    | 1 – 2 | Vitória de Guimarães            | Estádio Nacional, Oeiras Toeschouwers: 36.850 Scheidsrechter: Jorge Sousa |
| 26 mei 2013 17:00 | Gaitán 30' |       | 79' Soudani 81' Ricardo Pereira | Estádio Nacional, Oeiras Toeschouwers: 36.850 Scheidsrechter: Jorge Sousa |